# Beatrice Langosco

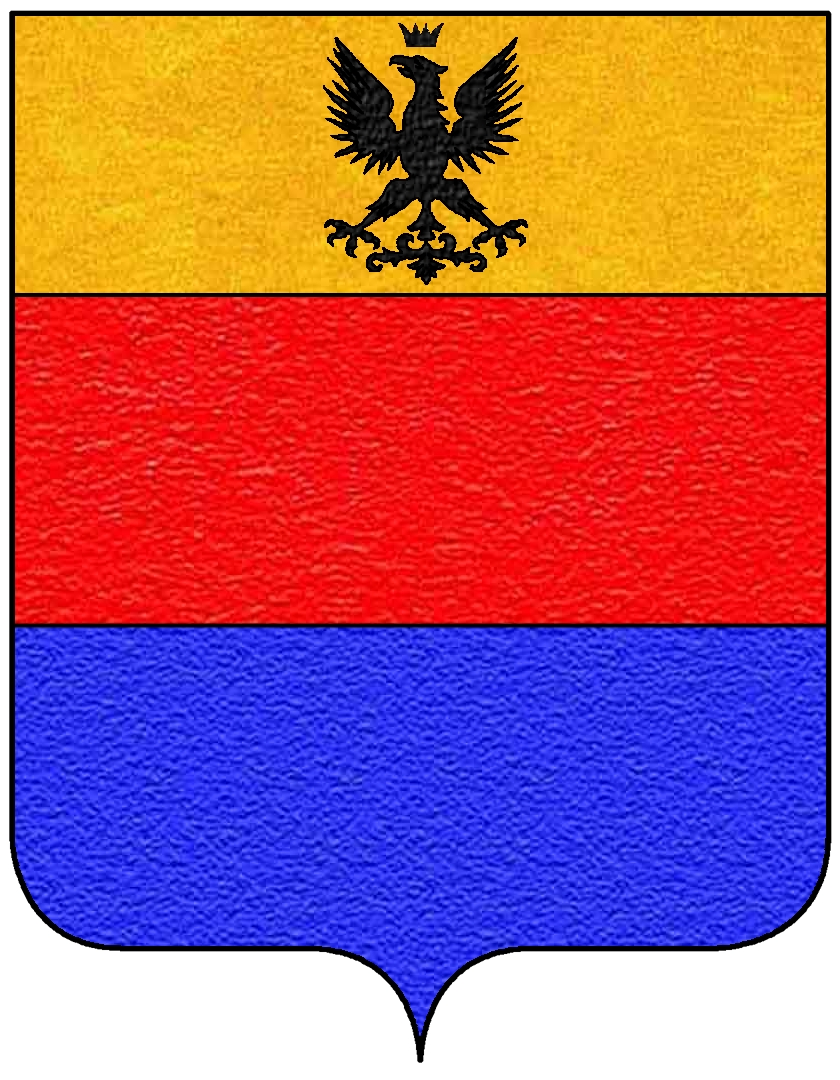
Stemma della famiglia Langosco

Beatrice Langosco (1540/1556 – 1612) è stata una nobildonna italiana.

## Biografia

### Il primo matrimonio
Beatrice di Langosco fu l'unica figlia nata dal matrimonio tra il conte di Stroppiana Giovanni Tommaso gran cancelliere del ducato di Savoia, e Delia Roero della famiglia Sanseverino, nata verso la metà del XVI secolo. Poche sono le informazioni su primi suoi anni di vita, rimase però presto orfana di madre e il padre si unì in secondo nozze con Antonia di Montafia, proprio questo matrimonio porterebbe la data di nascita di Beatrice alla prima metà del Cinquecento. Con la matrigna risulta nel 1547 essere cofondatrice della Confraternita del Santissimo Nome di Gesù di Torino.
La giovane viene indicata come molto bella e intelligente.
Beatrice si unì in matrimonio con Giovanni Francesco della nobile famiglia astigiana Scarampi conte di Vesime e cancelliere del ducato di Savoia e proprio dal duca Emanuele Filiberto di Savoia fu inviato a Madrid dove il 24 ottobre 1573 dettò il suo testamento dove indicava erede universale non la consorte ma la sorella Claudia unita in matrimonio con Bonifacio Valperga di Caluso. Non si conoscono le motivazioni di queste scelte, sia del suo trasferimento a Madrid che le disposizioni testamentarie se non per ritenere che da tempo il duca sabaudo rimasto vedovo di Margherita di Valois nel 1574, poneva le sue attenzioni su Beatrice. Tutto questo coincide con l'importante carriera del padre Giovanni Francesco anche questa forse dovuta ai rapporti tra il duca la bella Beatrice forse precedente la vedovanza.

### I rapporti con Emanuele Filiberto
Scriverà lo storico Gaudenzio Claretta:
(Gaudenzio Claretta-Il duca di Savoia Emanuele Filiberto e la corte di Londra negli anni 1554 e 1555. Reminiscenze storico-diplomatiche raccolte su documenti inediti)
Dal rapporto tra Beatrice e il duca di Savoia nacquero tre figli: Ottone, morto infante; Beatrice deceduta nel 1580 alla quale era stata data una dote di 30.000 scudi d'oro e deciso il matrimonio nel 1577 con Filiberto Ferrero di Masserano e Matilde la sola legittimata il 10 febbraio 1577. Risale a questo periodo il conio di una moneta che raffigurava la Langosco. L'immagine fu cesellata dall'emiliano Alfonso Ruspagiari e raffigurava la giovane con una pettinatura molto acconciata e con ampia scollatura. Intorno la scritta: «Beatrice Lang Scar di Vesme».
La Langosco acquistò al prezzo di 2.000 scudi d'oro il feudo di Pianezza, e nello stesso tempo risulta che fosse proprietaria di molti palazzi a Torino in piazza Castello, luogo di potere dell'aristocrazia torinese. Anche quando il duca, con il progetto di ampliare la piazza, obbligò i diversi proprietari della zona a vendere i palazzi, alla Langosco questo non fu imposto. Nel 1579 ottenne il feudo di Caselle.
 
(Prima acompra, infeudatione, investitura e interinatione per l'illustrissima signora Beatrice Langosca di Stroppiana del marchesato di Pianezza"1578 dicembre 6 - 1578 dicembre 20, Torino-Carte Medolago Colleoni)

### Il secondo matrimonio e i rapporti con i Savoia
Il duca Emanuele Filiberto morì nel 1580 e nel 1583 Beatrice si unì in seconde nozze con Francesco Martinengo Colleoni, dell'importante famiglia Martinengo Colleoni e conte di Malpaga nonché colonnello di cavalleria e consigliere del duca Carlo Emanuele I. Dal matrimonio nacquero sei figli: Gasparo Antonio militare che si unì in matrimonio con Patrizia Avogadro, Caterina che sposò con Ezio Bentivoglio, Delia, madre Matilde monaca del monastero benedettino di Bergamo, Paola, madre Geltrude monaca sempre nel monastero di San Benedetto, Michele Bartolomeo Antonio morto infante, Gherardo (1601-1643) il quale sposò in prime nozze Licinia Leni della famiglia di papa Paolo V, nel 1636 con Margherita Martinengo Cesaresco e nel 1640 in terze nozze Flavia Bonetti pronipote di papa Pio V.
Dopo la nascita dei primi due: Gaspare Antonio e Gherardo, la Langosco modificò i destinatari del suo testamento che aveva rogato dopo la morte del duca il 1º ottobre 1580, ponendo come destinatario del feudo di Pianezza il nuovo marito il 29 agosto 1584, anni dopo il 24 maggio 1597 modificò nuovamente le disposizioni testamentarie al figlio Gaspare Antonio. 
Nel testamento del 1607 Beatrice chiese che venisse commissionata un dipinto che la vedeva ritratta con tutta la famiglia da porre nella chiesa di San Marco di Cavernago dove il Martinengo Colleoni godeva di giuspatronato. La tela Madonna col Bambino fu realizzata da Gian Paolo Cavagna e posta come pala d'altare nella chiesa di San Giovanni a Malpaga, vicino al castello.
Beatrice era una donna molto ricca, disponeva infatti di capitali in denaro oltre i redditi che le venivano dai beni immobiliari. Il mese di dicembre 1587 prestò 15.357 lire al munizioniere Andrea Cinzanotti che aveva acquistato cavalli per il duca, somma che le fu resa nell'arco di tre anni dai gabellieri reali Nicolino e Francesco Ratti. Aveva una rendita in pensione annua, che le era versata dalla comunità di Pianezza di 500 scudi o 1500 lire piemontesi, rendita che le rimase anche quando fu ordinato nel biennio 1589-1590 la sospensione di ogni stipendio a causa delle ingenti spese militari per la guerra con il marchese di Saluzzo. La Langosco acquistò il feudo di Pianezza con un debito di 6215 scudi d'oro da versare alla duchessa Caterina d'Asburgo.
Con i nuovi cortigiani alla corte del duca Carlo Emanuele, la Langosco fu infeudata di Caselle che fu assegnato al conte Bernardino Savoia-Racconigi imparentato col duca. Beatrice chiese con una supplica il risarcimento che le riconfermò la pensione annua di 1500 lire con il diritto di eredità alle due figlie: "essendosene noi benignamente contentati, sì racordevoli della grata servitù che la detta marchesa ha fatta [in] tant'anni come anco in consideratione della continuatione sua verso di noi et per altri degni rispetti che voluntieri ci muovono".
Quando il marito Francesco Martinengo Colleoni fu accusato di favoritismo verso la Francia mentre i Savoia avevano importanti vicinanze con la Spagna dopo il matrimonio di Carlo Emanuele con l'infante Caterina Michela d'Asburgo, lasciò l'incarico con i borboni e fece ritorno, nel 1597, al servizio della Repubblica di Venezia, anche i favori dei borboni a Beatrice si ridimensionarono dovendo sollecitare con suppliche il pagamento della pensione mensile che si era incrementata solo di 31 lire nel 1601. Visse molto anni a Torino dove risulta citata in un atto d'affitto del 1º luglio 1610 del palazzo posto in piazza Castello vicino alla chiesa di San Giovanni con portici e"boteghe" a Jean Comis, di Aix-en-Provence e indicata come "Gran canselier" per un prezzo di 300 ducati d'argento da versare ogni anno dei tre che il contratto rogato dal notaio Paolo. Il documento fu sottoscritto "nella salla della casa del signor Fabricio Dentis, habbitatione dell'infrascritta eccellentissima signora Beatrice". Nel medesimo tempo è un atto rogato sempre dal Bunis alla presenza del figlio Gaspare Antonio, dove chiedeva un prestito di 1000 scudi alla comunità di Pianezza, prestito garantivo dalla copertura di alcuni debiti degli abitanti del feudo.
Beatrice morì nel 1612, la figlia Matilde di Savoia impugnò il testamento che vedeva il fratellastro Gaspare Antonio erede di Pianezza. Matilde ottenne dopo decenni di entrare in possesso del feudo che lasciò in eredità al figlio Carlo Emanuele.